# Neoenergia Coelba
A Neonergia Coelba (antiga Coelba) é uma empresa de distribuição de energia elétrica pertencente à Neoenergia, subsidiária do grupo espanhol Iberdrola. Sua área de concessão abrange 415 dos 417 municípios do estado da Bahia e os municípios de Delmiro Gouveia (AL) e Dianópolis (TO).

## História

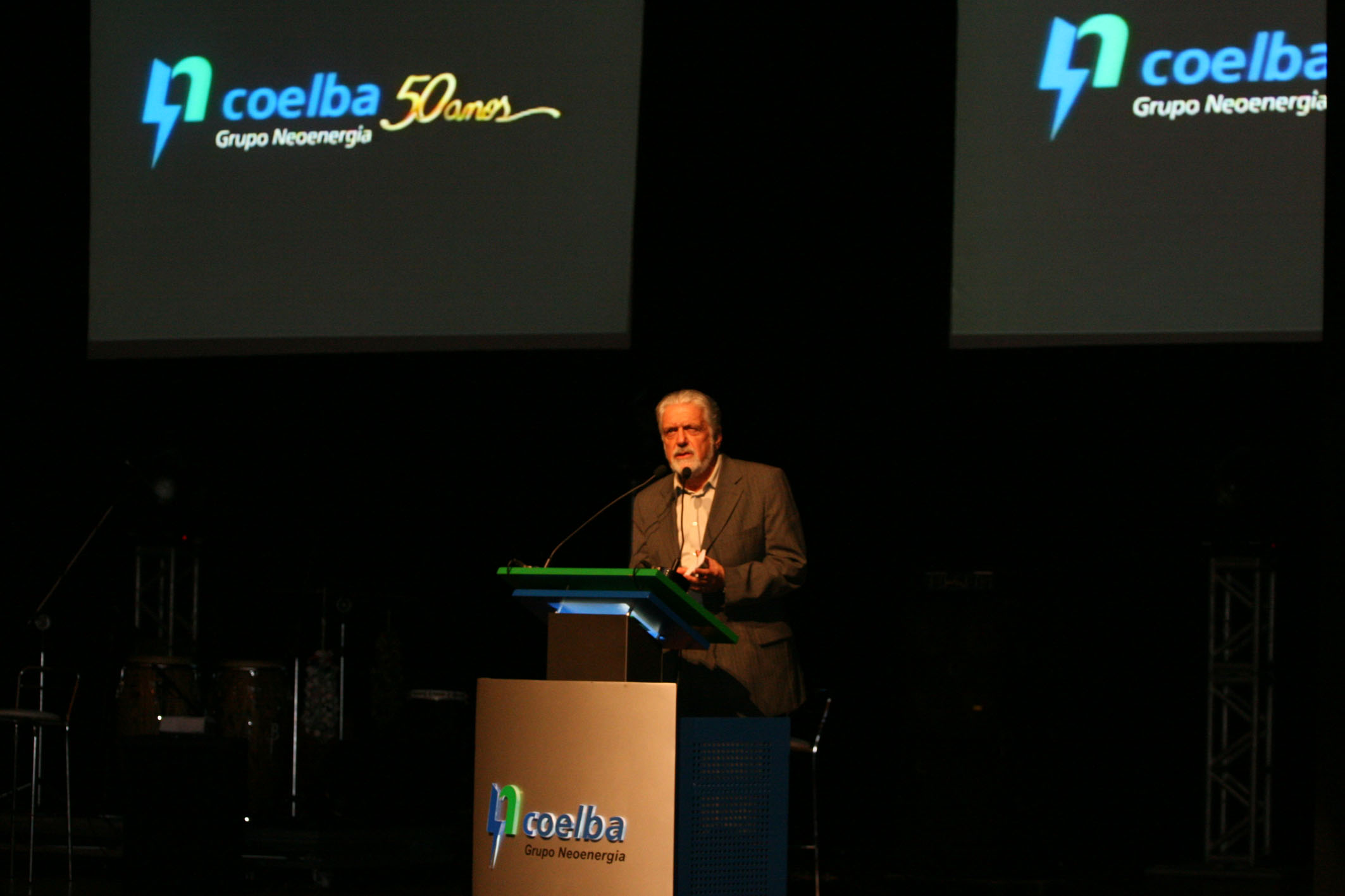
Governador Jaques Wagner na comemoração de 50 anos da COELBA, em 16 de abril de 2010.

Através da lei n. 1 196 de 16 de outubro de 1959 o então governador Juracy Magalhães autorizou a criação da Companhia de Eletricidade do Estado da Bahia, a COELBA, que acabou agregando a Companhia de Energia Elétrica da Bahia (CEEB), antiga concessionária de energia no estado, sendo constituída em 28 de março de 1960 para alavancar o crescimento econômico da Bahia.
Após a criação da empresa, aconteceu sucessivos processos de maior distribuição de energia elétrica para diversas áreas do estado, possibilitando a criação de parques industriais, o que de fato viria acontecer mais tarde com a criação do Polo Petroquímico (COPEC) em Camaçari, em 1978, e do Centro Industrial de Aratu (CIA) na Região Metropolitana de Salvador.
Ao longo de sua trajetória, a empresa foi incorporando os serviços prestados pelas prefeituras e as demais concessionárias existentes, a exemplo da Companhia Elétrica Rio de Contas (CERC), evidenciando a proposta de quebra de reduto senhorial, como proposta de governo central.
Em 1976 a Companhia de Energia Elétrica da Bahia (CEEB), empresa atuante no estado desde 1929, foi integrada à distribuidora, por meio Decreto Federal 77.058 de 20 de janeiro de 1976. No dia 31 de julho de 1997, a Coelba foi privatizada através de leilão na Bolsa de Valores do Rio de Janeiro, arrematada por 1,73 bilhão de reais pelo consórcio formado pela Caixa de Previdência dos Funcionários do Banco do Brasil (Previ), o Banco do Brasil Investimentos e a Iberdrola (Grupo Neoenergia).
Atualmente atende a uma população de mais de 14 milhões de pessoas nos 415 dos 417 municípios da Bahia abrangendo 563 mil quilômetros quadrados de área de concessão, ou seja 99,5 por cento. A maioria dos clientes são de residências.

## Resultados financeiros
A COELBA obteve um lucro líquido de 596,3 milhões de reais até setembro de 2008, o que significa um aumento de um pouco mais de 25 por cento em relação aos 474,5 milhões de reais do mesmo período do ano anterior, e o lucro bruto totalizou quase 3,5 bilhões de reais.
A empresa encerrou o ano de 2013 atingindo lucro líquido de 495,1 milhões de reais, apresentando decrescimento em relação aos anos anteriores. Já com relação a investimentos, atingiu 1 bilhão de reais para ampliar e qualificar as operações em todas as regiões do estado, grande parte em razão do programa Luz para Todos.

## Reajustes tarifários
A Agência Nacional de Energia Elétrica (ANEEL) define os reajustes tarifários para todas as distribuidoras de energia elétrica no Brasil.
| A partir de         | Reajuste tarifário | Reajuste tarifário   | Reajuste tarifário  |
| A partir de         | Baixa tensão B1    | Baixa tensão cativos | Alta tensão cativos |
| ------------------- | ------------------ | -------------------- | ------------------- |
| 22 de abril de 2014 | +14,82%            | +15,00%              | +16,04%             |